# ベニー・ベイリー
ベニー・ベイリー（Benny Bailey、1925年8月13日 - 2005年4月14日）は、アメリカのジャズ・トランペット奏者。

## 略歴
オハイオ州クリーブランド生まれのベイリーは、短期間でフルートとピアノを学んだ後、トランペットに転向した。クリーブランド音楽院に入学。クリーブランド出身のタッド・ダメロンの影響を受け、アルバート・アイラー、ボブ・カニンガム、ボビー・フュー、ビル・ハードマン、フランク・ライトといったクリーブランドの他のミュージシャンにも多大な影響を与えた。ベイリーはジョー・ロヴァーノの父であるトニー・ロヴァーノと共演した。
1940年代初頭には、ブル・ムース・ジャクソンやスキャットマン・クローザースと共演。後にディジー・ガレスピーと共演し、ライオネル・ハンプトンともツアーを行った。ハンプトンとのヨーロッパ・ツアー中はヨーロッパに留まり、スウェーデンにてハリー・アーノルドのビッグ・バンドで活動した。ベイリーは小編成のバンドよりもビッグ・バンドを好み、ケニー・クラーク＝フランシー・ボラン・ビッグ・バンドなど、ヨーロッパのいくつかのビッグ・バンドと活動していった。クインシー・ジョーンズとの活動を経て、1960年に短期間アメリカに戻る。スウェーデン・ツアー中にピアニストのフレディ・レッドと出会い、レッドのセクステットの一員としてスタジオに招かれ、アルバム『レッズ・ブルース』をレコーディング。1960年のニューポート・ジャズ・フェスティバルにも出演。ヨーロッパに戻り、まずドイツ、そしてオランダへと渡り、オランダに永住した。
1969年には、エディ・ハリスとレス・マッキャンのアルバム『スイス・ムーヴメント』に参加。モントルー・ジャズ・フェスティバルでのライブ録音だが、これは彼の本来のスタイルではなかった。1988年にはイギリスのクラリネット奏者トニー・コーと共演し、2000年までアルバムをレコーディングしていたが、その頃には70歳代半ばになっていた。
ベイリーは2005年4月14日、アムステルダムの自宅で亡くなった。

## ディスコグラフィ

### リーダー・アルバム
- 『クインシー、ヒア・ウィ・カム』 - Quincy - Here We Come (1959年、Metronome) ※『ザ・ミュージック・オブ・クインシー・ジョーンズ』 (1961年、Argo)として再発
- 『ビッグ・ブラス』 - Big Brass (1960年、Candid)
- 『ソウル・アイズ』 - Soul Eyes (1968年、MPS) ※with マル・ウォルドロン
- Folklore in Swing  (1966年、MPS)
- The Balkan in My Soul (1968年、MPS)
- Soul Eyes: Jazz Live at the Domicile Munich (1968年、MPS)
- Mirrors (The Amazing Benny Bailey) (1971年、Freedom)
- 『アイランド』 - Islands (1976年、Enja)
- Serenade to a Planet (1976年、Ego)
- East of Isar with Sal Nistico (1978年、Ego)
- 『グランド・スラム』 - Grand Slam (1978年、Jazzcraft)
- While My Lady Sleeps (1990年、Gemini)
- No Refill (1994年、TCB)
- Angel Eyes (1995年、Laika)
- Peruvian Nights (1996年、TCB)
- I Thought About You (1996年、Laika)
- 『ザ・サッチモ・レガシー』 - The Satchmo Legacy (2000年、Enja)
- 『ホーム・ラン』 - Home Run (2016年、Solid) ※with ハワード・マギー 1976年・1979年録音

### 参加アルバム
カウント・ベイシー
- 『カウント・ベイシー・イン・スウェーデン』 - Basie in Sweden (1962年、Roulette)

ベルリン・コンテンポラリー・ジャズ・オーケストラ
- 『ベルリン・コンテンポラリー・ジャズ・オーケストラ』 - Berlin Contemporary Jazz Orchestra (1990年、ECM)

ケニー・クラーク＝フランシー・ボラン・ビッグ・バンド
- 『ジャズ・イズ・ユニヴァーサル』 - Jazz Is Universal (1962年、Atlantic)
- 『クラーク＝ボラン・ビッグ・バンド』 - Handle with Care (1963年、Atlantic)
- Now Hear Our Meanin' (1965年、Columbia)
- Swing, Waltz, Swing (1966年、Philips)
- Out of the Folk Bag (1967年、Columbia)
- 『サックス・ノー・エンド』 - Sax No End (1967年、SABA)
- 17 Men and Their Music (1967年、Campi)
- 『オール・ブルース』 - All Blues (1969年、MPS)
- 『オール・スマイルズ』 - All Smiles (1969年、MPS)
- 『モア・スマイルズ』 - More Smiles (1969年、MPS)
- 『ラテン・カレイドスコープ』 - Latin Kaleidoscope (1969年、MPS)
- 『フェイセス』 - Faces (1969年、MPS)
- 『フェリーニ712』 - Fellini 712 (1969年、MPS)
- 『オフ・リミッツ』 - Off Limits (1971年、Polydor)
- Change of Scenes (1971年、Verve) ※with スタン・ゲッツ
- 『ノーヴェンバー・ガール』 - November Girl (1975年、Black Lion) ※1970年録音

エリック・ドルフィー
- 『ベルリン・コンサート』 - The Berlin Concerts (1961年、enja)

スタン・ゲッツ
- 『インポーテッド・フロム・ヨーロッパ』 - Imported from Europe (1958年、Verve)

ベニー・ゴルソン
- Stockholm Sojourn (1964年、Prestige)

デクスター・ゴードン
- 『ソフィスティケイティッド・ジャイアント』 - Sophisticated Giant (1977年、Columbia)
- 『ラウンド・ミッドナイト』 - Round Midnight (1991年、SteepleChase) ※1974年録音
- Revelation (1995年、SteepleChase) ※1974年録音
- The Rainbow People (2002年、SteepleChase) ※1974年録音

クインシー・ジョーンズ
- Quincy's Home Again (1958年、Metronome) ※EP
- 『アイ・ディグ・ダンサーズ』 - I Dig Dancers (1960年、Mercury)
- 『プレイズ・フォー・プッシーキャッツ』 - Quincy Plays for Pussycats (1965年、Mercury)
- 『ライヴ・アット・モントルー』 - Miles & Quincy Live at Montreux (1993年、Warner Bros.) ※with マイルス・デイヴィス

ビリー・ミッチェル
- 『ドゥ・ローズ・ブルース』 - De Lawd's Blues (1980年、Xanadu)

レス・マッキャン & エディ・ハリス
- 『スイス・ムーヴメント』 - Swiss Movement (1969年、Atlantic)

フレディ・レッド
- 『レッズ・ブルース』 - Redd's Blues (1961年、Blue Note)

チャーリー・ラウズ
- 『ジ・アッパー・マンハッタン・ジャズ・ソサエティ』 - The Upper Manhattan Jazz Society (1985年、Enja) ※1981年録音

サヒブ・シハブ
- 『コンパニオンシップ』 - Companionship (1971年、Vogue Schallplatten) ※1964年-1970年録音

ランディ・ウェストン
- 『ウフル・アフリカ』 - Uhuru Afrika (1960年、Roulette)

ジミー・ウィザースプーン
- Some of My Best Friends Are the Blues (1964年、Prestige)

フィル・ウッズ
- 『ライツ・オブ・スウィング』 - Rights of Swing (1961年、Candid)

## 参照
- マンハッタン・トランスファーのアルバム『ヴォーカリーズ』。トリビュート・ソング「Meet Benny Bailey」収録。